# Eisenbahnachse Berlin–Palermo

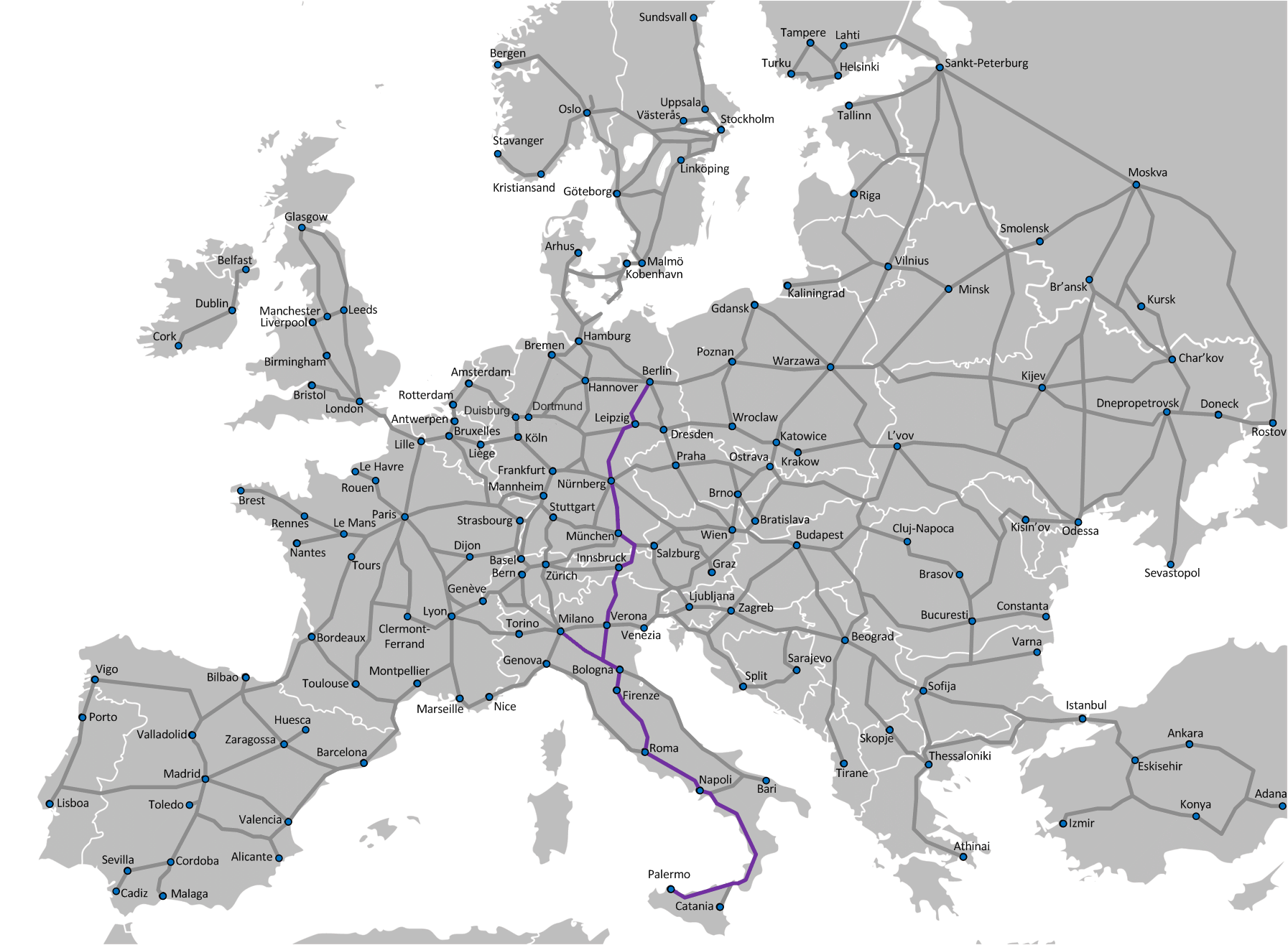
Geplante Hochgeschwindigkeits-Eisenbahnachse Berlin–Palermo

Die Eisenbahnachse Berlin–Palermo ist das TEN-Prioritätsprojekt Nr. 1, das die Schaffung einer 2200 Kilometer langen Eisenbahn-Hochgeschwindigkeitsstrecke zwischen Berlin und Palermo zum Inhalt hat. Seit 2014 gehört diese Achse zum TEN-V-Kernnetzkorridor Skandinavien-Mittelmeer.

## Streckenabschnitte und Ausbau
Folgende Städte liegen an der Strecke:
| Deutschland                                                        | Österreich                   | Italien                                                               |
| ------------------------------------------------------------------ | ---------------------------- | --------------------------------------------------------------------- |
| Berlin–Halle/Leipzig–Erfurt–Nürnberg–Ingolstadt–München–Rosenheim– | (Kufstein–Wörgl–) Innsbruck– | Franzensfeste–Bozen–Verona–Bologna–Florenz–Rom–Neapel–Messina–Palermo |

### Deutschland

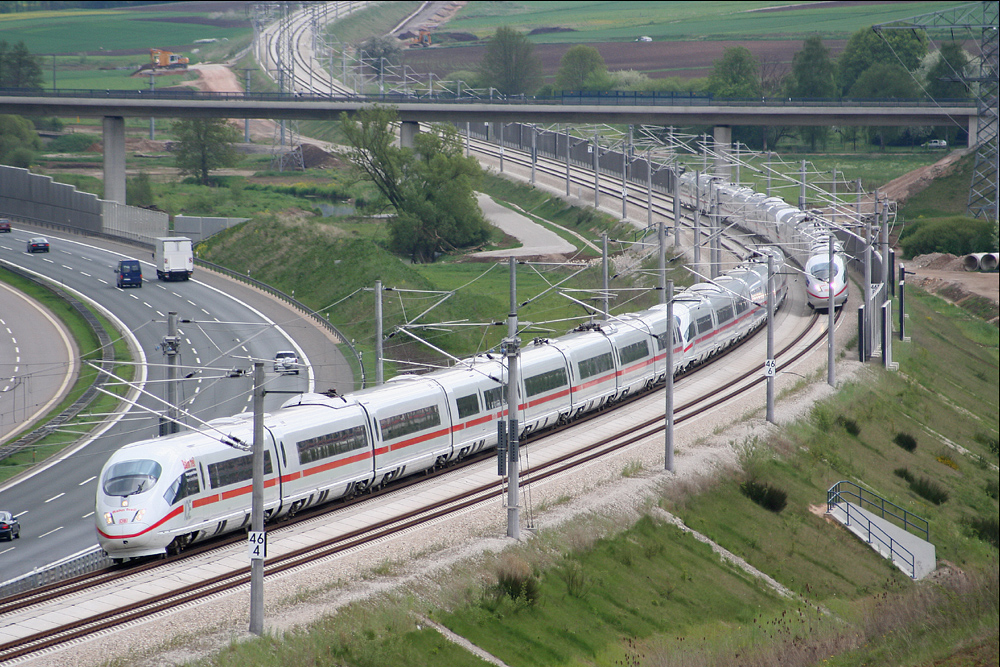
Bereits in Betrieb: Neubaustrecke Nürnberg–Ingolstadt für 300 km/h

Endpunkt dieser Eisenbahnachse ist in Deutschland der Berliner Hauptbahnhof. Von dort führt sie über die 2006 fertiggestellte Ausbaustrecke Berlin–Halle/Leipzig. In Halle/Leipzig schließt sich die Neubaustrecke Leipzig/Halle–Erfurt an, die im Dezember 2015 eröffnet wurde. Seit Dezember 2017 steht die anschließende Schnellfahrstrecke Erfurt–Nürnberg zur Verfügung. Von Nürnberg nach München werden die 2006 eröffnete Schnellfahrstrecke Nürnberg–Ingolstadt und ab Ingolstadt die Strecke München–Treuchtlingen benutzt. Der Abschnitt der Bahnstrecke München–Rosenheim vom Bahnhof München Ost bis Grafing Bahnhof ist zur Trennung des Fernverkehrs vom kapazitätsintensiven Münchner S-Bahnverkehr mindestens viergleisig ausgebaut. In diesem Abschnitt soll die Strecke weiter ausgebaut werden. Von Grafing aus wird der Brenner-Nordzulauf als Neubaustrecke bis zur Grenze nach Österreich geplant.

### Österreich

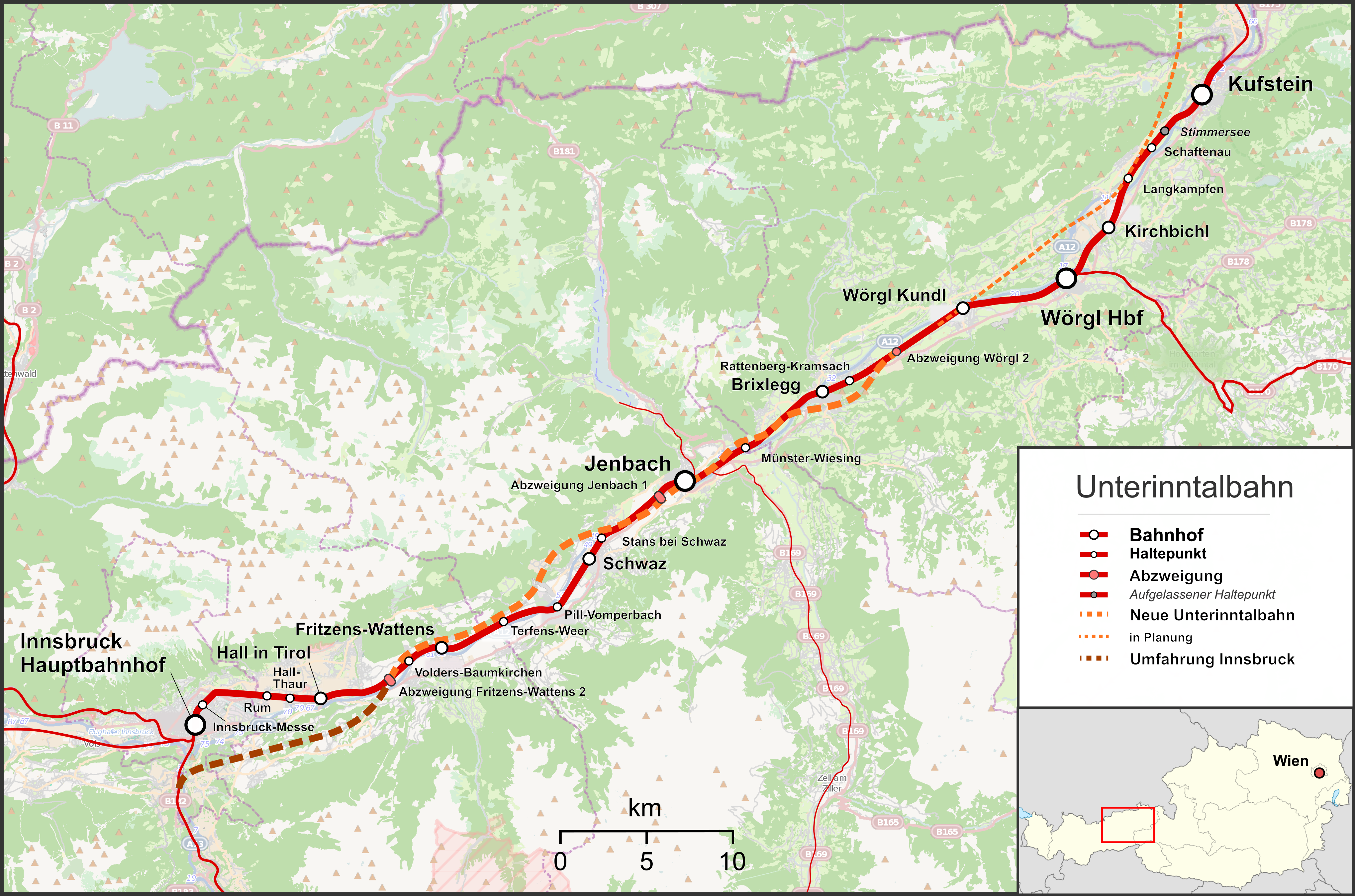
Streckenführung der neuen Unterinntalbahn, (noch ohne künftigen Anschluss an Brennerbasistunnel)

Auf österreichischem Gebiet umfasst die Achse folgende Strecken:
- Unterinntalbahn
- Neue Unterinntalbahn bzw. Brennernordzulauf seit 2012 teilweise in Betrieb (Baumkirchen–Radfeld), teilweise in Planung (Radfeld–Schaftenau–Rosenheim–München)
- Umfahrung Innsbruck seit 1994 in Betrieb
- Brennerbahn
- Brennerbasistunnel in Bau

Der österreichische Abschnitt ist in großen Teilen mit der neuen Unterinntalbahn identisch. Dazu kommt die Umfahrung Innsbruck und der österreichische Anteil am im Bau befindlichen Brennerbasistunnel. Die Unterinntalbahn wird das höchste Zugaufkommen der gesamten TEN-Strecke aufweisen, weil hier (zwischen Wörgl und Innsbruck) dem internationalen Nord–Süd-Verkehr der innerösterreichische Ost–West-Verkehr überlagert ist.

Ihr größerer zur TEN-Strecke gehörender Abschnitt ist seit Dezember 2012 in Betrieb (Radfeld – Baumkirchen). Der kürzere Abschnitt des Brenner-Nordzulaufs von der Grenze zu Bayern, wozu auch eine Umfahrung von Wörgl gehört, ist in Planung. Der österreichische Abschnitt kann mit bis zu 220 km/h befahren werden. In Baumkirchen schließt die neue Schnellfahrstrecke einerseits an den zur Brennerbahn führenden, Innsbruck südlich umfahrenden Inntaltunnel, welcher für den Güterverkehr bereits in Betrieb ist, an. Anderseits mündet sie in die Bestandsstrecke nach Innsbruck Hbf. Im Inntaltunnel wird später der Brennerbasistunnel abzweigen, der gemeinsam mit ihm der längste Bahntunnel der Welt sein wird (62,8 km). Vom Südrand Innsbrucks aus wird ein zweiter in den Basistunnel führender Nordast erstellt werden, der für im Hauptbahnhof Innsbruck haltende TEN-Fernzüge gebraucht wird, die andererseits die Bestandsstrecke von und bis Baumkirchen benutzen.

### Italien

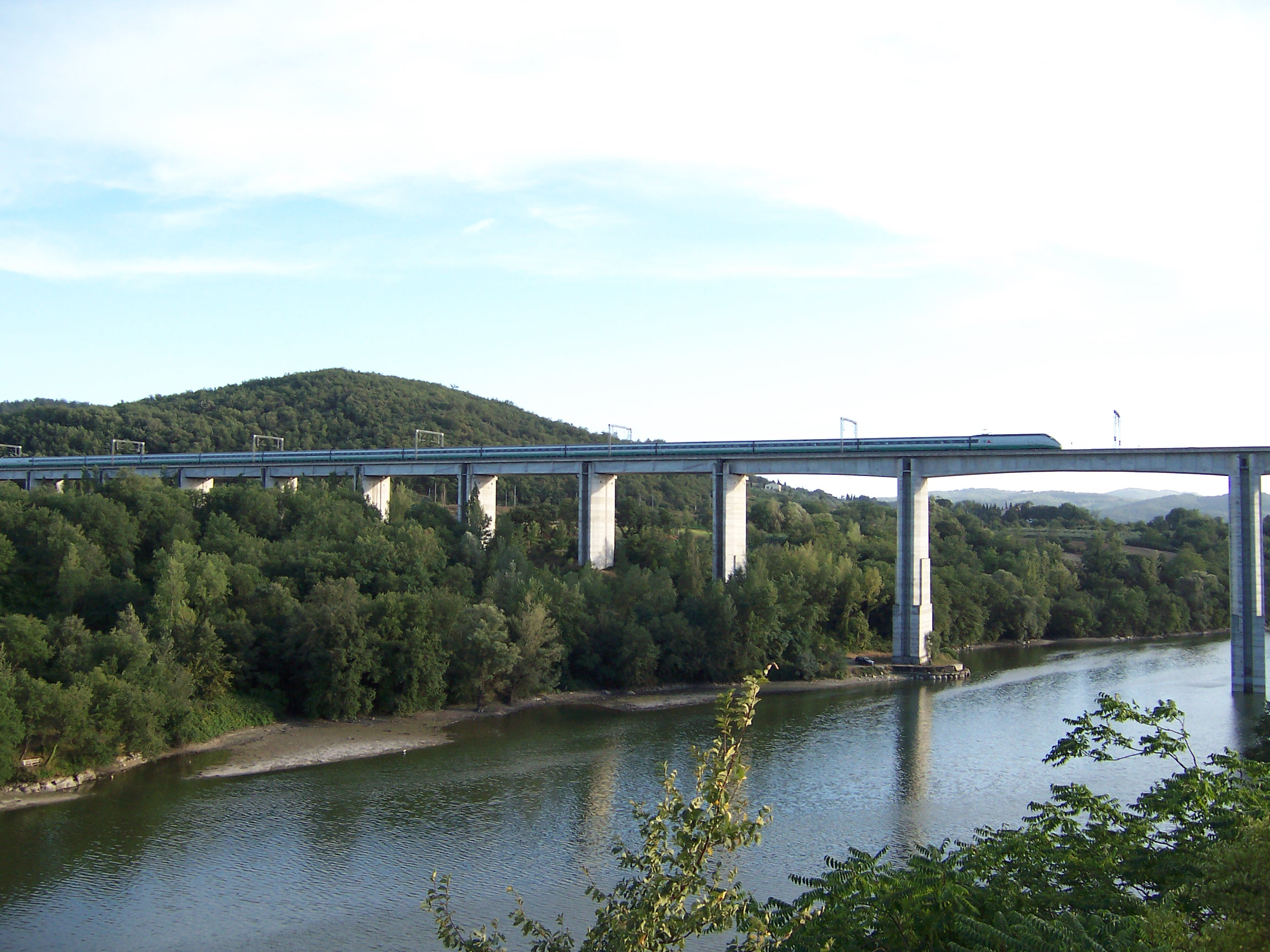
Die Direttissima Florenz–Rom wird derzeit noch mit Gleichstrom befahren

In den letzten Jahrzehnten wurden folgende Strecken neu gebaut oder bedeutend ausgebaut:
- Bahnstrecke Verona–Bologna seit 2009 zweigleisig und mit bis zu 200 km/h befahrbar.
- Schnellfahrstrecke Mailand–Bologna seit dem 13. Dezember 2008 in Betrieb. (Streckenast der TEN-Achse Nr. 1).
- Schnellfahrstrecke Bologna–Firenze (78 km) seit dem 13. Dezember 2009 in Betrieb.
- Direttissima Firenze–Roma (254 km) seit 1991 in Betrieb.
- Schnellfahrstrecke Roma–Napoli teilweise seit 2005, vollständig seit dem 13. Dezember 2009 in Betrieb.
- Schnellfahrstrecke Napoli–Salerno seit 2008 in Betrieb.

Der Bau einer die Straße von Messina überquerenden kombinierten Eisenbahn-/Straßenbrücke mit einer Länge von 3,3 km war geplant, im Zuge von Haushaltseinsparungen verkündete Italiens Ministerpräsident Mario Monti im Oktober 2012 zunächst das Aus des Projekts. 2023 wurde das Projekt wieder aufgenommen und der Baubeginn ist 2024 geplant. Auf dem Festland hätte die Brücke nach Ansicht ihrer Befürworter eine Verbindung zum neuen Abschnitt der Autobahn Salerno-Reggio Calabria und zur bestehenden 400 km langen Eisenbahnverbindung Neapel–Salerno–Reggio Calabria hergestellt, deren Ausbau Geschwindigkeit und Kapazität der Strecke steigern wird. Auf der Insel wird die 230 km lange Eisenbahnverbindung zwischen Messina und Palermo in wesentlichen Teilen ausgebaut oder neu gelegt.
Von 888 km Strecken zwischen Turin und Neapel verlaufen 143 km in Tunneln. Die Strecken sind an 15 Orten mit dem Bestandsnetz verknüpft. Die geschätzten Gesamtkosten betrugen (Stand: 2006) 30 Milliarden Euro.

## EU-Koordinator
Am 20. Juli 2005 hat die Europäische Union für die fünf wichtigsten transeuropäischen Verkehrsprojekte für den Schienenverkehr EU-Koordinatoren benannt, um die Realisierung dieser Projekte zu beschleunigen. Für die vorrangige Achse Nr. 1 wurde der Belgier Karel van Miert als EU-Koordinator benannt, der jedoch im Juni 2009 verstarb. Als Nachfolger wurde der Ire Pat Cox benannt.
Seit 12. März 2014 ist Pat Cox europäischer Koordinator des Skandinavien-Mittelmeer-Kernnetzkorridors (Scandinavian-Mediterranean Core Network Corridor) von Helsinki bzw. Oslo bis nach Valletta.